# Tomas Thordarson
Tomas Thordarson (1974) es un cantante danés, conocido por haber representado a su país en el Festival de Eurovisión 2004.

## Festival de Eurovisión
Tomas Thordarson tras ganar el Dansk Melodi Grand Prix participó en la semifinal previa a la final del Festival de Eurovisión, dicha semifinal tuvo lugar el 12 de mayo de 2004 en Estambul. La canción que defendía se titulaba "Shame on you" y tenía ritmo latino. Actuó vestido íntegramente de color rojo y acompañado por un coro formado por dos chicas y dos chicos. Obtuvo 56 puntos y quedó en el 13.er lugar de los 22 países que tomaron parte en la semifinal, por lo que no consiguió pasar a la final.

## Discografía
- Stay on the line, 2002[3]
- Sig Det' Løgn, 2004

## Vida personal
Tomas Thordarson es abiertamente gay, en 2004 fue nominando a un premio en los LGBT Danmarks LGBT-priser. Él y su pareja están casados y tienen un hijo adoptado.